# Сподње Пољчане
Сподње Пољчане (словен. Spodnje Poljčane) је насељено место у општини Пољчане, Подравска регија, Словенија.

## Историја
До територијалне реорганизације у Словенији биле су у саставу старе општине Словенска Бистрица.

## Становништво
У попису становништва из 2011. године, Сподње Пољчане су имале 614 становника.
| Број становника према пописима | Број становника према пописима | Број становника према пописима |
| ------------------------------ | ------------------------------ | ------------------------------ |
| 1991                           | 2002                           | 2011                           |
| 499                            | 577                            | 614                            |

Напомена: Године 1988. и 2016. извршене су мање размене територија између насеља Пољчане и Сподње Пољчане. Године 2017. извршена је мања размена територија између насеља Чадрамска вас, Лушечка вас, Пољчане, Сподња Брежница, Сподње Пољчане и Становско.